# Lokmanya Tilak
Lokmanya Tilak (även: Bal Gangadhar Tilak), indisk politiker, född 23 juli 1856 i Ratnagiri, dåvarande presidentskapet Bombay, död 1 augusti 1920, var braman, studerade vid Deccan College, blev advokat och startade 1880 de båda tidningarna "The mahratta" (på engelska) och "Kesari" ("Lejonet"; på hindi).
Han förde i dem under många år en häftig agitationskampanj mot det brittiska väldet i Indien och ådrog sig flera åtal för uppvigling. På flera indiska nationalkongresser spelade han en framträdande roll. 1908 dömdes han för "gillande av mord" till sex års deportation. Han besökte 1918 England och förde då mot sir Valentin Chirol utan framgång en process för ärekränkning, sedan denne i The Times och sin bok Indian Unrest skildrat honom som en hänsynslös uppviglare.
Han författade även ett antal böcker, av vilka The Arctic Home in the Vedas är mest känd. I den hävdar författaren att Veda bara kan ha komponerats vid nordpolen, och presenterar en serie bevis för tesen i form av bland annat beskrivningar av stjärnbilder. Han skrev även en analys av Bhagavad Gita vid namn Shrimadh Bhagvad Gita Rahasya.